# Vues des sites célèbres des soixante et quelques provinces du Japon
Les Vues des sites célèbres des soixante et quelques provinces du Japon (六十余州名所図会, Rokujūyoshū meisho zue) forment une série d’estampes ukiyo-e du peintre Hiroshige. Publiée de 1853 à 1856 par la maison d’édition Koshihei, la série est composée de soixante-neuf estampes et d’une page de sommaire. Elle illustre soixante-huit provinces du Japon, ainsi que la capitale Edo.

## Hiroshige et les séries de paysages
Hiroshige (1797-1858) est un maître de l’estampe ukiyo-e, mouvement artistique majeur de l’époque d’Edo qui coïncide avec l’émergence d’une bourgeoisie urbaine (chōnin) au Japon. Hiroshige est reconnu pour ses séries d’estampes de paysage, appartenant au genre meisho-e, l’illustration de lieux célèbres (meisho) pour leur beauté ou l’émotion qu’ils suscitent, thème traditionnel de la peinture japonaise depuis l’époque de Heian. À l’époque d’Edo (1600-1868), l’intérêt pour les meisho perdure à travers les guides (meisho-ki) et guides illustrés (meisho zue) de lieux célèbres, puis dans les séries d’estampes des maîtres paysagistes comme Hokusai et Hiroshige, à partir de 1830,,.

## Création, publication et style de la série
Dans la série, Hiroshige peint pour chaque province du pays une de ses vues les plus célèbres, s’inspirant pour plusieurs planches d’autres artistes : le peintre prend en effet pour modèles au moins neuf meisho zue différents afin de représenter des scènes de toutes les contrées du Japon qu’il n’a pour la plupart jamais visitées. Des soixante-neuf estampes, quarante-deux paraissent en 1853, une seule en 1854, dix-sept en 1855 et neuf en 1856. Sur chaque estampe apparaissent en haut à droite deux cartouches juxtaposés, un en rouge portant le titre de la série et un de couleur variée portant le titre de la planche. Sur un côté au milieu ou en bas figure un second cartouche rouge avec le nom de Hiroshige, et parfois un petit cartouche avec le nom du graveur, Hori Take ou Soji. Enfin, plusieurs sceaux peuvent apparaître sur les peintures ou dans les marges : l’éditeur Koshimura-ya Heisuke, la date, l’approbation de la censure (un ou deux), le graveur.
À l’époque où il crée la série des Vues des sites célèbres des soixante et quelques provinces du Japon, Hiroshige est déjà un artiste réputé pour ses compositions lyriques et la présence centrale de la vie quotidienne du peuple japonais dans ses scènes. Dans les années 1830, il a connu un immense succès avec Les Cinquante-trois Stations du Tōkaidō et Les Soixante-neuf Stations du Kiso Kaidō. Toutefois, à partir de la fin des années 1840, le peintre cherche à modifier son style lyrique et simple, en allant vers plus de contraste et de tension émotionnelle dans ses compositions ; moins centrés sur l’humain, ses paysages deviennent plus abstraits, s’attachant à transcrire le caractère émotionnel des scènes. Si son nouveau style apparaît pleinement dans sa dernière série des Cent vues d'Edo, les Vues des sites célèbres des soixante et quelques provinces du Japon préfigurent déjà de ce tournant. En effet, Hiroshige y fait une première exploitation conséquente du format vertical, grande innovation pour une série de paysage ; la distance prise avec l’humain y est également déjà présente,. Selon Ouspensky, le format vertical pour ses paysages porte déjà en lui le germe d’un conflit, propice aux compositions plus tendues ; il force de plus l’artiste à adopter des points de vue et des cadrages distincts de ses œuvres passées.
Techniquement, Hiroshige emploie intensivement le bokashi (consistant à faire varier la clarté d’une couleur lors de l’impression pour créer des effets de dégradé) et utilise plus que de coûtume le rouge.
Généralement, la qualité de la série est considérée comme inégale, mêlant peintures peu remarquées et compositions très réussies, comme Les tourbillons de Naruto à Awa (planche 55), où il imprime une « tension dramatique » en opposant le tumulte des tourbillons marins au premier plan à un arrière-plan plus paisible ; cette estampe rappelle La Grande Vague de Kanagawa de Hokusai.

## Liste des estampes
| №  | Estampe | Titre                                                                                         | Titre japonais                      |
| -- | ------- | --------------------------------------------------------------------------------------------- | ----------------------------------- |
| 1  |         | Province de Yamashiro : le « pont qui traverse la lune » (Togetsukyō) à Arashiyama            | 山城 あらし山 渡月橋                |
| 2  |         | Province de Yamato : la rivière Tatsuta (Tatsuta-gawa) et le mont Tatsuta (Tatsuta-yami)      | 大和 立田山 龍田川                  |
| 3  |         | Province de Kawachi : mont Otoko à Hirakata                                                   | 河内 枚方 男山                      |
| 4  |         | Province d'Izumi : plage à Takaishi                                                           | 和泉 高師のはま                     |
| 5  |         | Province de Settsu : plage Demi à Sumiyoshi et le Sumiyoshi-taisha                            | 摂津 住よし 出見のはま              |
| 6  |         | Province d'Iga : Iga-Ueno                                                                     | 伊賀 上野                           |
| 7  |         | Province d'Ise : maisons de thé au mont Asakuma                                               | 伊勢 朝熊山 峠の茶屋                |
| 8  |         | Province de Shima : mont Hiyori et la baie de Toba                                            | 志摩 日和山 鳥羽湊                  |
| 9  |         | Province d'Owari : festival Tennō à Tsushima                                                  | 尾張 津嶋 天王祭り                  |
| 10 |         | Province de Mikawa : temple Horai-ji dans les montagnes abruptes                              | 三河 鳳来寺山巌                     |
| 11 |         | Province de Totomi : bras du lac Hamana près du temple Kanzan-ji                              | 遠江 濱名之湖 堀江館山寺 引佐之細江 |
| 12 |         | Province de Suruga : pineraie à Miho (Miho no Matsubara)                                      | 駿河 三保のまつ原                   |
| 13 |         | Province de Kai : pont de singe                                                               | 甲斐 さるはし                       |
| 14 |         | Province d'Izu : sources chaudes (onsen) près du temple Shuzen-ji                             | 伊豆 修禅寺 湯治場                  |
| 15 |         | Province de Sagami : entrée de cave sur l’île d’Enoshima                                      | 相模 江之嶋 岩屋ノ口                |
| 16 |         | Province de Musashi : matin enneigé sur la rivière Sumida                                     | 武蔵 隅田川 雪の朝                  |
| 17 |         | Edo : festival de fin d’année à Asakusa                                                       | 江戸 浅草市                         |
| 18 |         | Province d'Awa : baie de Kominato                                                             | 安房 小湊 内浦                      |
| 19 |         | Province de Kazusa : baie Yasashi, plage de Kujūkuri                                          | 上総 矢さしか浦 通名九十九里        |
| 20 |         | Province de Shimōsa : baie à la plage de Choshi                                               | 下総 銚子の濱 外浦                  |
| 21 |         | Province de Hitachi : Kashima-jingū à Kashima                                                 | 常陸 鹿嶋大神宮                     |
| 22 |         | Province d'Ōmi : Ishiyama-dera et le lac Biwa                                                 | 近江 琵琶湖 石山寺                  |
| 23 |         | Province de Mino : cascade de Yōrō                                                            | 美濃 養老ノ瀧                       |
| 24 |         | Province de Hida : paniers transportés par câble                                              | 飛弾 籠わたし                       |
| 25 |         | Province de Shinano : mont Kyodai et lune se reflétant dans les rizières à Sarashina          | 信濃 更科田毎月 鏡臺                |
| 26 |         | Province de Kōzuke : neige au mont Haruna                                                     | 上野 榛名山 雪中                    |
| 27 |         | Province de Shimotsuke : cascade d’Urami dans les montagnes de Nikkō                          | 下野 日光山 裏見ノ瀧                |
| 28 |         | Province de Mutsu : vue de Matsushima et du mont Tomi au loin                                 | 陸奥 松島風景 富山眺望之略図        |
| 29 |         | Province de Dewa : vue lointaine du mont Gassan depuis le fleuve Mogami                       | 出羽 最上川 月山遠望                |
| 30 |         | Province de Wakasa : bateaux de pêche ramenant les filets                                     | 若狭 漁船 鰈網                      |
| 31 |         | Province d'Echizen : fêret de pin de Kebi à Tsuruga                                           | 越前 敦賀 気比ノ松原                |
| 32 |         | Province de Kaga : pêche de nuit au lac du Lotus, une des huit fameuses vues près de Kanazawa | 加賀 金沢八勝之内 蓮湖之漁火        |
| 33 |         | Province de Noto : plage et cascade                                                           | 能登 瀧之浦                         |
| 34 |         | Province d'Etchū : le pont de bateaux à Toyama                                                | 越中 冨山 船橋                      |
| 35 |         | Province d'Echigo : le promontoire Oyashirazu                                                 | 越後 親しらず                       |
| 36 |         | Province de Sado : mine d’or                                                                  | 佐渡 金やま                         |
| 37 |         | Province de Tamba : Kanesaka                                                                  | 丹波 鐘坂                           |
| 38 |         | Province de Tango : Amanohashidate                                                            | 丹後 天の橋立                       |
| 39 |         | Province de Tajima : temple de Kannon dans une cave de la vallée d’Iwai                       | 但馬 岩井谷 窟観音                  |
| 40 |         | Province d'Inaba : mont Kaji                                                                  | 因幡 加路 小山                      |
| 41 |         | Province de Hōki : vue lointaine de Daisen près d’Ono                                         | 伯耆 大野 大山遠望                  |
| 42 |         | Province d'Izumo : festival Hotohoto au Izumo-taisha                                          | 出雲 大社 ほとほとの図              |
| 43 |         | Province d'Iwami : saunier près de Takatsu                                                    | 石見 高津山 汐濱                    |
| 44 |         | Province d'Oki : Takuhi no yashiro                                                            | 隠岐 焚火の社                       |
| 45 |         | Province de Harima : plage Maiko                                                              | 播磨 舞子の濱                       |
| 46 |         | Province de Mimasaka : gorges de Yamabushi                                                    | 美作 山伏谷                         |
| 47 |         | Province de Bizen : portail de pierre du temple Yuga sur la plage près de Tanokuchi           | 備前 田の口海浜 瑜賀山鳥居          |
| 48 |         | Province de Bitchū : gorges de Gō (Gōkei)                                                     | 備中 豪渓                           |
| 49 |         | Province de Bingo : temple Kannon-dō à Abumon                                                 | 備後 阿武門観音堂                   |
| 50 |         | Province d'Aki : festival au Itsukushima-jinja                                                | 安藝 巌島 祭礼之図                  |
| 51 |         | Province de Suō : pont Kintai à Iwakuni                                                       | 周防 岩國 錦帯橋                    |
| 52 |         | Province de Nagato : Shimonoseki                                                              | 長門 下の関                         |
| 53 |         | Province de Kii : baie de Waka                                                                | 紀伊 和哥之浦                       |
| 54 |         | Province d'Awaji : plage aux cinq couleurs (Goshiki-hama) d’Awaji                             | 淡路 五色濱                         |
| 55 |         | Province d'Awa : tourbillon de Naruto                                                         | 阿波 鳴門の風波                     |
| 56 |         | Province de Sanuki : vue lointaine du mont Zōzu                                               | 讃岐 象頭山遠望                     |
| 57 |         | Province d'Iyo : Saijo                                                                        | 伊豫 西條                           |
| 58 |         | Province de Tosa : pêche de la bonite                                                         | 土佐 海上松魚釣                     |
| 59 |         | Province de Chikuzen : promontoire de Hako et Umino Nakamichi                                 | 筑前 筥崎 海中の道                  |
| 60 |         | Province de Chikugo : bas-fond formant un barrage à Yanase                                    | 筑後 簗瀬                           |
| 61 |         | Province de Buzen : route sous le Rakan-ji                                                    | 豊前 羅漢寺 下道                    |
| 62 |         | Province de Bungo : promontoire de Mino                                                       | 豊後 簑崎                           |
| 63 |         | Province de Hizen : mont Inasa à Nagasaki                                                     | 肥前 長嵜 稲佐山                    |
| 64 |         | Province de Higo : Gokanosho                                                                  | 肥後 五ヶの庄                       |
| 65 |         | Province de Hyūga : baie de Yuzu sur les îles Obi                                             | 日向 油津ノ湊 飫肥大嶌              |
| 66 |         | Province d'Ōsumi : Sakurajima                                                                 | 大隈 さくらしま                     |
| 67 |         | Province de Satsuma : rochers de la baie de Bo (Bo-no-ura)                                    | 薩摩 坊ノ浦 雙剣石                  |
| 68 |         | Province d'Iki : Shisaku                                                                      | 壱岐 志作                           |
| 69 |         | Province de Tsushima : crépuscule sur la mer                                                  | 対馬 海岸 夕晴                      |
| 70 |         | Titre et index                                                                                | 目録 下題                           |